# Sunderland AFC (rezerva a akademie)
Rezerva Sunderlandu AFC je rezervní tým Sunderlandu AFC. Rezerva hraje ligovou sezónu v Premier League do 21 let, což je nejvyšší liga v Anglii pro tuto věkovou kategorii.
Akademie Sunderlandu AFC je výběr hráčů Sunderlandu AFC do 18 let. Akademie působí v Premier League do 18 let a v FA Youth Cupu.
Rezerva i akademie hrají své domácí zápasy v Eppleton Colliery Welfare Ground. Větší zápasy poté hrají na Stadium of Light, domácím stadionu Sunderlandu.

## Sestava U21
Aktuální k datu: 7. březen 2016
| Číslo |           | Pozice | Hráč                |
| ----- | --------- | ------ | ------------------- |
|       | Irsko     | B      | James Talbot        |
|       | Polsko    | B      | Maksymilian Stryjek |
|       | Austrálie | O      | Tom Beadling        |
|       | Anglie    | O      | Thomas Robson       |
|       | Anglie    | O      | George Brady        |
|       | Anglie    | O      | Josh Robson         |
|       | Anglie    | O      | Michael Ledger      |
|       | Anglie    | Z      | Dylan McEvoy        |
|       | Anglie    | Z      | Ethan Robson        |

| Číslo |         | Pozice | Hráč            |
| ----- | ------- | ------ | --------------- |
|       | Anglie  | Z      | George Honeyman |
|       | Anglie  | Z      | Jordan Blinco   |
|       | Anglie  | Z      | Liam Agnew      |
|       | Anglie  | Z      | Martin Smith    |
|       | Anglie  | Ú      | Rees Greenwood  |
|       | Skotsko | Ú      | Mikael Mandron  |
|       | USA     | Ú      | Lynden Gooch    |
|       | Anglie  | Ú      | Carl Lawson     |

## Sestava U18
Aktuální k datu: 7. březen 2016
| Číslo |             | Pozice | Hráč              |
| ----- | ----------- | ------ | ----------------- |
|       | Anglie      | B      | Cameron McCulloch |
|       | Anglie      | B      | Greg Purvis       |
|       | Nový Zéland | B      | Michael Woud      |
|       | Irsko       | O      | Daniel Casey      |
|       | Anglie      | O      | Kieran Graham     |
|       | Anglie      | O      | Denver Hume       |
|       | Švédsko     | O      | Oscar Krusnell    |
|       | Anglie      | O      | David Lowrie      |
|       | Anglie      | O      | Luke Molyneux     |
|       | Anglie      | O      | Alexander Storey  |
|       | Anglie      | O      | Brandon Taylor    |

| Číslo |         | Pozice | Hráč              |
| ----- | ------- | ------ | ----------------- |
|       | Anglie  | Z      | Christopher Allan |
|       | Anglie  | Z      | Adam Bale         |
|       | Anglie  | Z      | Elliott Embleton  |
|       | Anglie  | Z      | Owen Gamble       |
|       | Irsko   | Z      | Avis Ganiyu       |
|       | Anglie  | Z      | Daniel Pybus      |
|       | Švédsko | Ú      | Joel Asoro        |
|       | Anglie  | Ú      | Joshua Maja       |
|       | Anglie  | Ú      | Andrew Nelson     |
|       | Irsko   | Ú      | Jean-Yves Poame   |
|       | Anglie  | Ú      | Daniel Wright     |

## Úspěchy
- FA Youth Cup ( 3× )
  - 1960, 1961, 2010